# 派恩克羅夫特 (加利福尼亞州)
派恩克羅夫特（英語：Pinecroft）是位於美國加利福尼亞州普萊瑟縣的一個非建制地區。該地的面積和人口皆未知。

## 地理
派恩克羅夫特的座標為38°04′35″N 120°58′41″W / 38.07639°N 120.97806°W，而該地的平均海拔高度為624米（即2047英尺）。